# Zasłonak dwuosłonowy

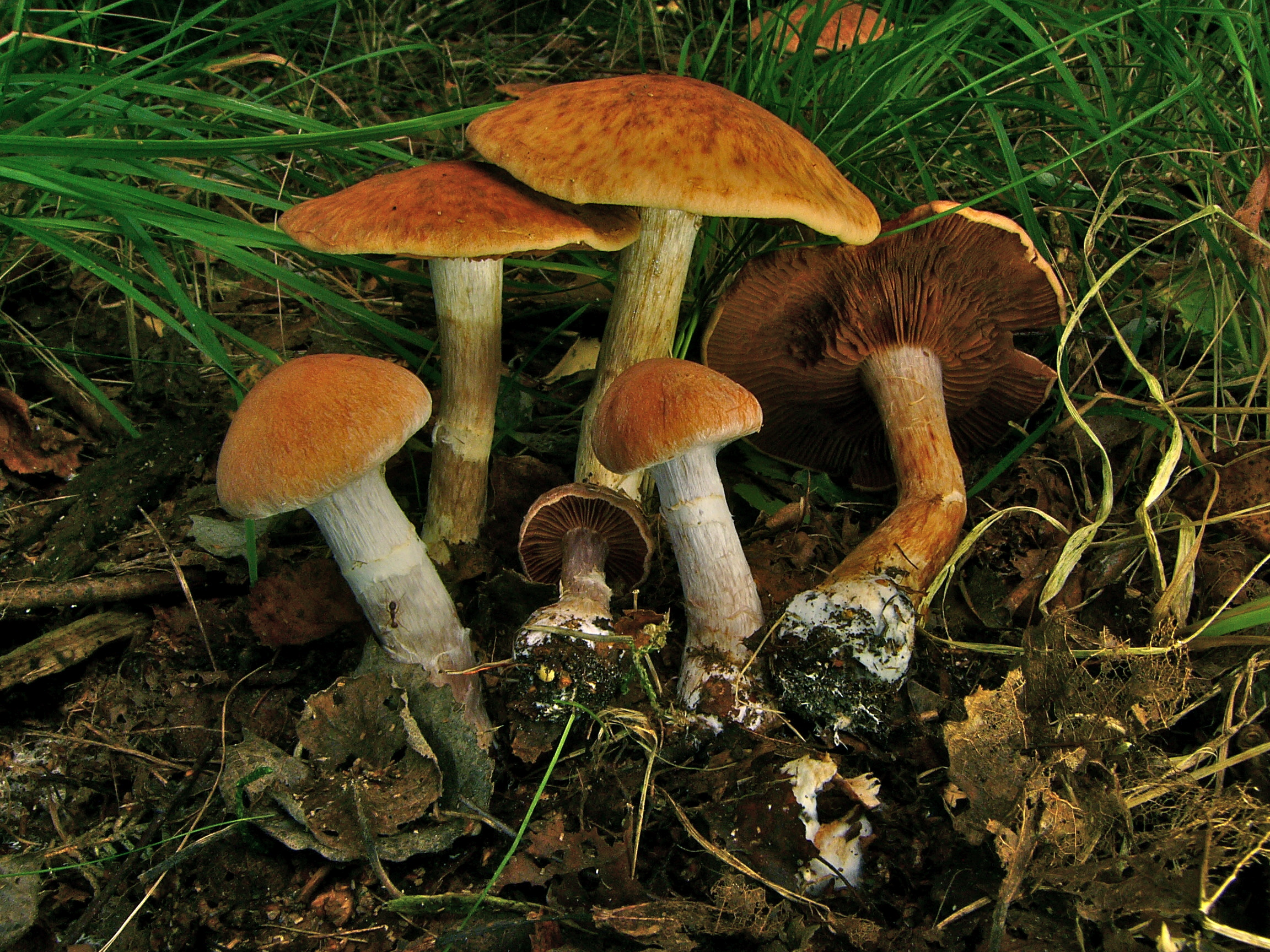
Starsze owocniki

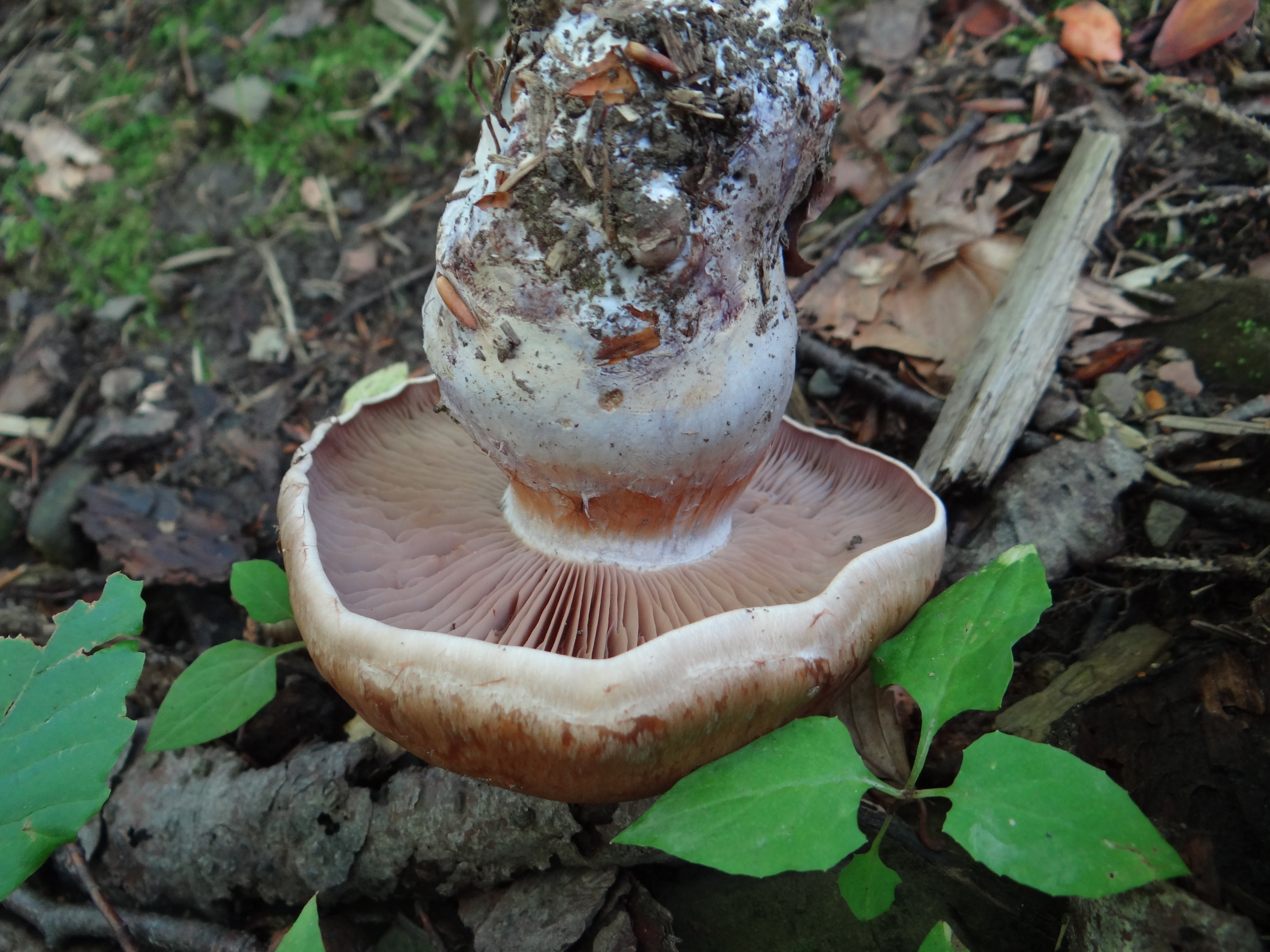

Zasłonak dwuosłonowy (Cortinarius bivelus (Fr.) Fr.) – gatunek grzybów należący do rodziny zasłonakowatych (Cortinariaceae).

## Systematyka i nazewnictwo
Pozycja w klasyfikacji według Index Fungorum: Cortinarius, Cortinariaceae, Agaricales, Agaricomycetidae, Agaricomycetes, Agaricomycotina, Basidiomycota, Fungi.
Po raz pierwszy gatunek ten opisał w 1818 r. Elias Fries, nadając mu nazwę Agaricus bivelus. W 1838 r. ten sam autor przeniósł go do rodzaju Cortinarius jako C. bivelus i jest to nazwa uznana przez Index Fungorum.
Niektóre synonimy naukowe:
- Agaricus bivelus Fr. 1818
- Agaricus fulgens Pers. 1800
- Hydrocybe bivela (Fr.) M.M. Moser 1953
- Telamonia bivela (Fr.) Wünsche 1877

Nazwę polską nadał Andrzej Nespiak w 1981 r., wcześniej (w 1896 r.) gatunek ten opisywany był przez F. Kwiecińskiego jako zasłonak dwupaskowy.

## Morfologia
Kapelusz
Średnica kapelusza 3–9 cm. Kształt u młodych owocników półkulisty, później łukowaty, w końcu rozpostarty i pofalowany. Przeważnie nie posiada garbu. Brzeg gładki i ostry, długo pozostaje podwinięty. Jest higrofaniczny. Powierzchnia gładka lub delikatnie włóknista, podczas suchej pogody jest jasnoczerwonoochrowa, podczas wilgotnej ochrowa lub czerwonobrązowa. Często występują na niej drobne, czarne plamki. Kapelusz młodych owocników połączony jest z trzonem białą zasnówką, jego brzeg długo pozostaje białawy od zasnówki.
Blaszki
Szerokie i szeroko przyrośnięte. Początkowo są jasnoochrowe, później rdzawobrązowe. Mają gładkie, w niektórych miejscach orzęsione ostrza.
Trzon
Wysokość 5–8 cm, grubość 1–2 cm, kształt walcowaty, podstawa bulwiasto zgrubiała, jej szerokość dochodzi do 3 cm. Jest pełny, kruchy, często pofalowany. Powierzchnia u młodych owocników biała (okryta biała osłoną) i włóknista, u starszych naga i brązowawa.
Miąższ
W kapeluszu białawy, w trzonie ma barwę od żółtawej do czerwonawobrązowej. Brak wyraźnego smaku i zapachu.
Gatunki podobne
- zasłonak orzechowoczerwonawy (Cortinarius privignoides). Jest niehigrofaniczny i ma bardziej gęste blaszki[4].

## Występowanie i siedlisko
Opisano jego występowanie w całej Europie (łącznie z Islandią), oraz w Ameryce Północnej. W Europie bardziej pospolity jest na Półwyspie Skandynawskim. W Polsce gatunek rzadki. Znajduje się na Czerwonej liście roślin i grzybów Polski. Ma status V – narażony na wyginięcie. Znajduje się na listach gatunków zagrożonych także w Niemczech.
Rośnie na ziemi, w lasach liściastych i mieszanych, szczególnie pod brzozami. Owocniki tworzy od sierpnia do listopada. Grzyb mykoryzowy.